# Stetholiodes besucheti
Stetholiodes besucheti es una especie de escarabajo del género Stetholiodes, familia Leiodidae. Fue descrita por Angelini y De Marzo en 1987. Se encuentra en Nepal.